# La Quadrature du Net

Logo

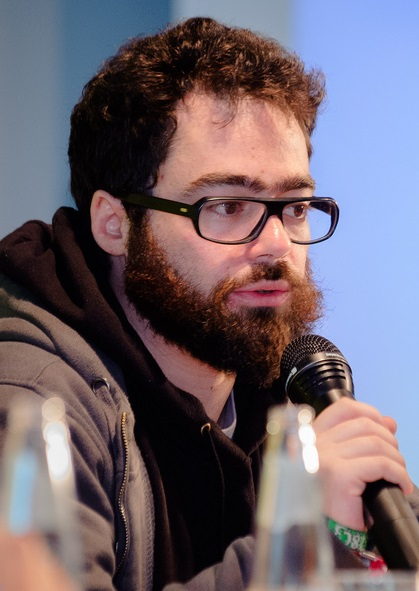
Zimmermann bei einer Veranstaltung der Heinrich-Böll-Stiftung 2013

La Quadrature du Net ist eine französische Nichtregierungsorganisation, die sich für Bürgerrechte im Internet einsetzt.
Sie wurde 2008 von Jérémie Zimmermann, Philippe Aigrain, Benjamin Sonntag,  Félix Treguer,  Gérald Sedrati-Dinet, Benjamin Bayart und  Lionel Maurel in Paris gegründet.
La Quadrature du Net setzte sich gegen ACTA und die Hadopi ein.
2012 verteilte La Quadrature du Net einen „Datalove USB-Stick“ an alle Abgeordneten im Europaparlament. Darauf befanden sich Filme, Musik und Bücher, die die Probleme des derzeitigen Urheberrechts verdeutlichen.
Zusammen mit Acess, Bits of Freedom, European Digital Rights und Privacy International haben sie die  Aktions-Seite nakedCitizens.eu online gestellt, über die Bürger ihre Vertreter in Brüssel über ihre Bedenken informieren können.
Die Gruppe wird von der Electronic Frontier Foundation sowie der Free Software Foundation unterstützt.

## Trivia
Der Name ist eine Anspielung auf die Quadratur des Kreises.
Die Homepage von La Quadrature du Net wurde im Februar 2012 von Orange UK blockiert.